# Médaille Edward
La médaille Edward (en anglais Edward Medal) était une distinction civile britannique, créée le 13 juillet 1907 par Royal Warrant (mandat royal), pour récompenser les actes de bravoure de mineurs ayant risqué leurs vies pour secourir leurs camarades.
Le mandat original a été amendé le 1er décembre 1909 pour récompenser les ouvriers en général ayant risqué leurs vies lors d'accidents ou de désastres industriels, créant ainsi deux versions de la Médaille Edward : Mines et Industrie.

## Description
Dans les deux cas, la médaille était divisée en deux grades : 1re classe (argent) et 2e classe (bronze). La médaille était ronde et suspendue à un ruban bleu foncé avec des rayures jaunes aux extrémités.

## Récipiendaires
La Médaille Edward (mines) a été décernée 395 fois (77 en argent et 318 en bronze) et la Médaille Edward (industrie) 188 fois (25 en argent et 163 en bronze, dont seulement 2 à des femmes), faisant de la Médaille Edward l'une des plus rares distinctions décernées au Royaume-Uni. Seules des récompenses à titre posthume furent décernées après 1949, et la Médaille Edward (industrie) 1re classe n'a plus été remise après 1948.
La Médaille Edward a été abandonnée en 1971 (ainsi que la Médaille Albert), et leurs bénéficiaires encore vivants ont été invités à échanger leur médaille pour la croix de George (George Cross). Neuf éligibles (2 en argent et 7 en bronze) n'ont pas été échanger leur médaille.